# Czubacz rogaty
Czubacz rogaty (Pauxi unicornis) – gatunek dużego ptaka z rodziny czubaczy (Cracidae). Występuje endemicznie w centralnej Boliwii. Krytycznie zagrożony wyginięciem.

## Taksonomia
Po raz pierwszy gatunek opisali James Bond i Rodolphe Meyer de Schauensee. Opis ukazał się w 1939 na łamach Notulae Naturae of The Academy of Natural Sciences of Philadelphia. Holotyp pochodził z okolic Palmar, „ze wzgórz ponad Bolívarem” (ekoregion Yungas de Cochabamba, Boliwia). Autorzy nadali nowemu gatunkowi nazwę Pauxi unicornis, akceptowaną obecnie (2020) przez Międzynarodowy Komitet Ornitologiczny. Czubacz rogaty jest gatunkiem monotypowym.
W przeszłości czubacz rogaty był również włączony do czubacza hełmiastego (P. pauxi) jako podgatunek, jednak obecnie jest, zgodnie z zamysłem autorów pierwszego opisu, uznawany za odrębny gatunek. Badania, których wyniki opublikowano w 2011, wykazały różnice między ptakami uznawanymi za jeden gatunek, P. unicornis. Wyodrębniono z niego czubacza peruwiańskiego (P. koepckeae). SACC zaakceptował propozycję. Przedstawiciele obydwu gatunków różnią się morfologią – formą „kasku” na głowie, preferowanym środowiskiem i głosem.

## Morfologia
Długość ciała wynosi 85–95 cm, masa ciała samca 3850 g, samicy około 3600 g. Wymiary szczegółowe holotypu i jednego paratypu (odpowiednio samca i samicy): długość skrzydła 408 i 393 mm, długość ogona 344 i 311 mm, długość dzioba 36 i 38,5 mm (od nasady kasku), długość skoku – 107 i 100,5 mm. Większość upierzenia dla obserwatora zdaje się być jednolicie czarna; okolice kloaki białe. Dziób jaskrawoczerwony, „kask” u nasady dzioba jasnoniebieski; mierzy 55–58,6 mm długości, a w najszerszym miejscu liczy 23–26,3 mm. Nogi mają barwę jasnoczerwoną, jedynie u samca w okresie godowym zmieniają barwę na żółtą. Czubacze rogate są całkowicie allopatryczne w stosunku do czubaczy hełmiastych, które w Boliwii nie występują; przedstawicieli P. unicornis można odróżnić po kształcie kasku, głębszym dziobie i obecności krótkiego, skręconego i połyskliwego czuba.

## Zasięg występowania
Endemit środkowej Boliwii. Zamieszkuje tam wschodnie stoki Andów w departamentach Cochabamba i Santa Cruz. W 1992 ptaka nieokreślonego gatunku (P. unicornis lub P. koepckeae) obserwowano w południowym Peru. Czubacze rogate stwierdzono w parkach narodowych Amboró i sąsiadującym Carrasco.

## Ekologia i zachowanie
Środowiskiem życia czubacza rogatego są wilgotne lasy oraz obrzeża górskich lasów na wysokości 400–1100 m n.p.m. (wg innego źródła do 1300 m n.p.m.; w odróżnieniu od reprezentantów P. koepckeae, który zamieszkuje lasy mgliste na innych wysokościach). Większość obserwacji ma jednak miejsce od 500 do 900 m n.p.m.; ptaki schodzą na niższe wysokości w porze suchej. Czubacze rogate zjadają owoce, nasiona, miękką materię roślinną. Prawdopodobnie zjadają także opadnięte owoce; wedle lokalnej ludności te ptaki żywią się owocami 3 gatunków Nectandra i wawrzynowatych (Lauraceae). Żerują głównie od wschodu słońca do 8:30 i od 16 do zachodu, jednak są aktywne także w ciągu dnia. Alarmujący ptak wykonuje pionowe ruchy ogonem (w górę i w dół), w odróżnieniu od czubaczy peruwiańskich, które wachlują nim w poziomie. Pieśń składa się z 4 fraz trwających 8–10 s, z przerwami liczącymi 5–7 s (cała pieśń trwa blisko trzy razy dłużej od pieśni czubaczy peruwiańskich).

### Lęgi
Pora lęgowa rozpoczyna się wraz z nadejściem deszczów, w PN Amboró jest to wrzesień. Przypuszczalnie występuje poligynia i system zachowania typu lek, jednak inni obserwatorzy twierdzą, że występuje terytorializm i monogamia. Odkryto tylko jedno gniazdo (stan z początku 2016). Była to licząca około 30 cm średnicy konstrukcja o kształcie miski zbudowana z martwych liści i gałęzi, a umieszczona blisko 5 m nad ziemią na odizolowanym drzewie rosnącym nad wodą. W zniesieniu znajdowało się jedno jajo. Prawdopodobnie samica wysiaduje sama. Pisklę ma intensywny, brązowy kolor, z wierzchu czarne znakowanie, a od spodu – płowe i białe. „Kask” na głowie staje się widoczny w wieku 1 miesiąca.

## Status zagrożenia
IUCN uznaje czubacza rogatego za gatunek krytycznie zagrożony (CR, Critically Endangered). Liczebność populacji szacowana jest na 1000–4999 dorosłych osobników. Zasięg gatunku jest niewielki i ma ograniczony przedział wysokości. Do tego czubaczom zagraża wylesianie pod uprawy (w tym krasnodrzewi, z których można pozyskiwać kokainę). Budowa dróg i rozwój wsi również negatywnie odbijają się na czubaczach. We wszystkich częściach zasięgu czubacze są zabijane dla mięsa. Według szacunków z 2014, za 20–30 lat czubacze rogate mogą wyginąć, jeśli nie zostaną podjęte działania ochronne.